# Ткаченко Валентина Данилівна
Валенти́на Дани́лівна Ткаче́нко (6 березня 1920, Корюківка — 19 грудня 1970, Київ) — українська радянська поетеса.

## Біографія
Народилася 6 березня 1920 року в містечку Корюківці (тепер місто Чернігівської області).
Після школи навчалася в Харкові — спочатку в газетному училищі імені М. Островського, потім у культурно-освітньому технікумі. У 1940–1941 роках вчилася в Київському університеті.
Під час німецько-радянської війни працювала на радіостанції імені Т. Г. Шевченка в Саратові. Після війни — в республіканському радіокомітеті і видавництві «Молодь». Член ВКП(б) з 1948 року.

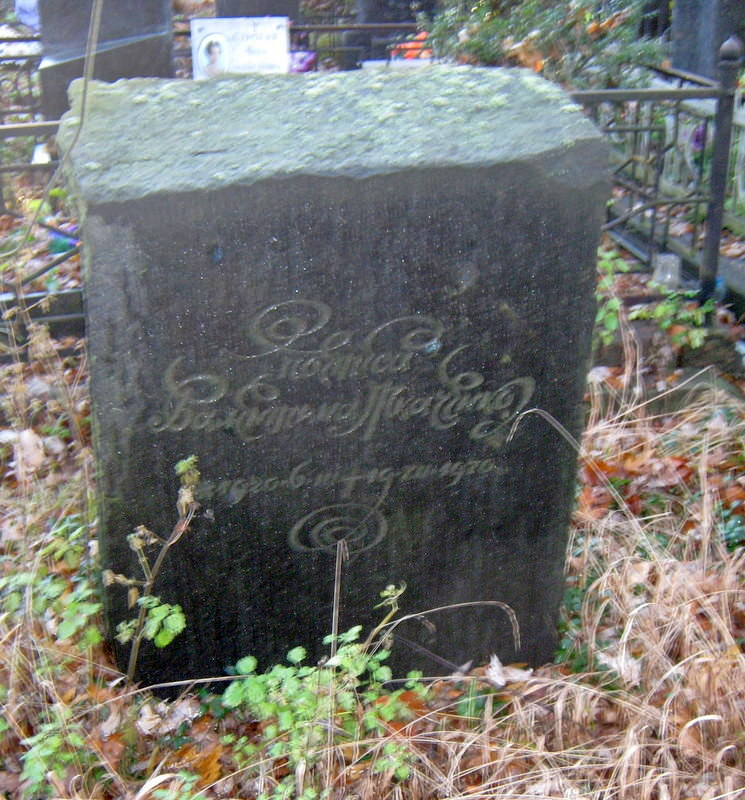
Могила Валентини Ткаченко

Померла в Києві 19 грудня 1970 року. Похована на Байковому кладовищі (ділянка № 21).

## Творчість
Друкувалася з 1938 року. Збірки поезій:
- «Зелена сторона» (1940);
- «Просторами України» (1943);
- «Дівоча лірика» (1946);
- «Маму дуже я люблю» (1949);
- «Весняні вітри» (1950);
- «Майбутнє кличе», «Окрилена молодість» (1952);
- «Побачення» (1955);
- «Лірика» (1956);
- «Не минає молодість» (1966);
- «Сад мого літа» (1968) та інше.

Писала також твори для дітей.